# A. Michael Spence

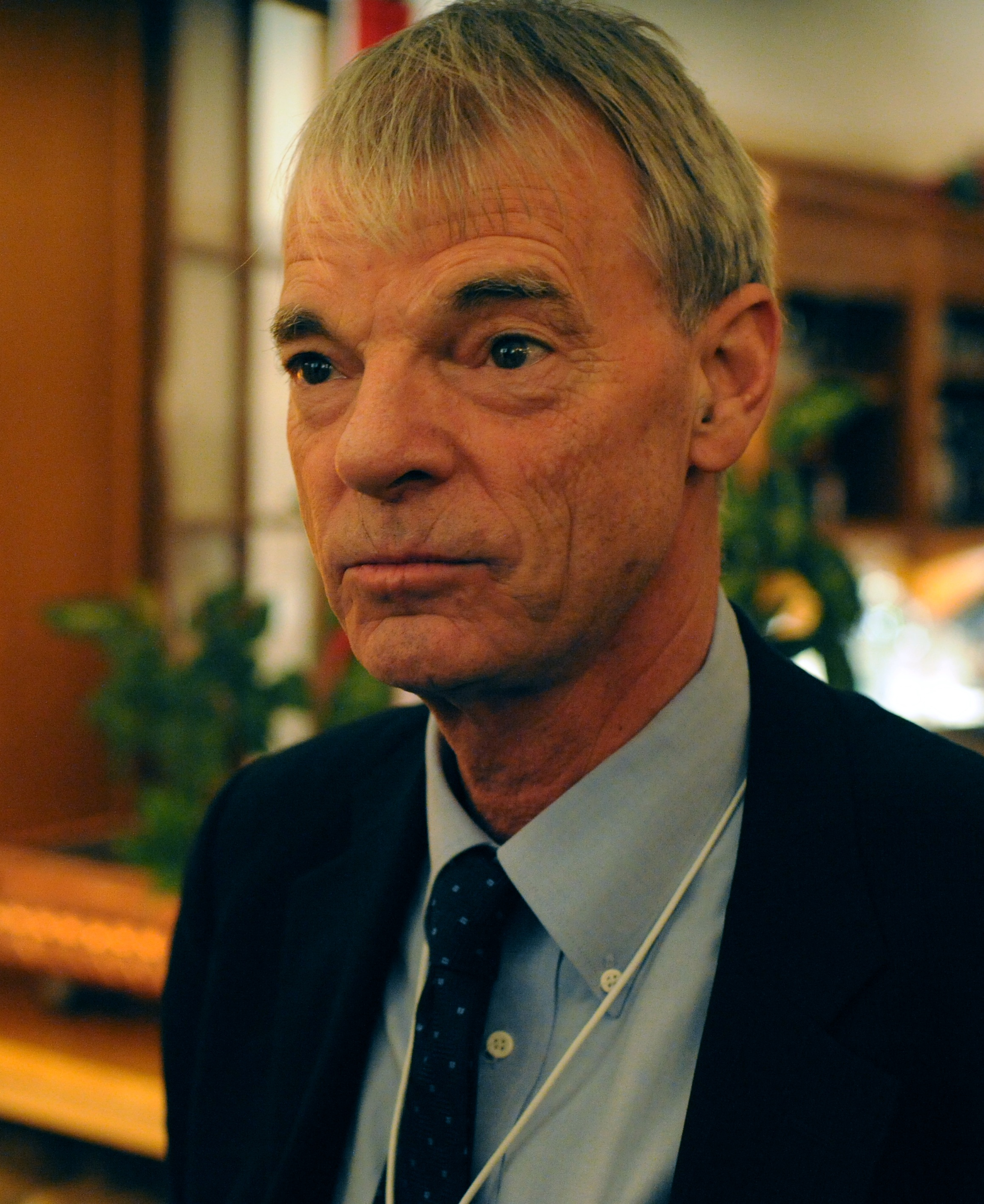
A. Michael Spence (2008)

Andrew Michael Spence (* 7. November 1943 in Montclair, New Jersey) ist ein US-amerikanischer Wirtschaftswissenschaftler.

## Leben
Im Jahr 2001 erhielt er zusammen mit George A. Akerlof und Joseph E. Stiglitz den Alfred-Nobel-Gedächtnispreis für Wirtschaftswissenschaften für ihre Arbeiten über das Verhältnis von Information und Märkten, insbesondere der Adversen Selektion.
Spence ist Professor an der Harvard University (Graduate School of Business), vorher war er an der Stanford University (1990–1999).
Er ist Mitbegründer des Ende Oktober 2009 gegründeten Institute for New Economic Thinking (INET), um neue Denkansätze für die Volkswirtschaftslehre zu entwickeln.
Seit 1983 ist er Mitglied der American Academy of Arts and Sciences. Im Jahre 2005 erhielt er die Ehrendoktorwürde der Handelshochschule Leipzig.

## Werk
Spence ist der Vater der sogenannten „Job Market Signaling“-Theorie, die sich allgemein mit dem Problem der asymmetrischen Information auf dem Arbeitsmarkt beschäftigt. Im Speziellen geht es darum, dass sich der Arbeitssuchende (Agent) spezielle kostspielige Merkmale erwirbt, welche relevante Informationen über seine Fähigkeiten, in Form von Zertifikaten (Signals), an den Arbeitgeber (Prinzipal) senden. Der Arbeitgeber kann mit den Informationen, die er aus den Signals gewinnt, den Arbeitssuchenden auswählen, der seinen Bedürfnissen am nächsten kommt. Ein Beispiel sind Bildungsabschlüsse, mit denen Arbeitssuchende Fähigkeiten wie Intelligenz oder spezielle Fachkenntnisse signalisieren. Es ist nicht notwendig, dass diese Bildungsabschlüsse einen Wert abseits des Signals haben, also einen Einfluss auf Intelligenz oder Fachkenntnisse ausüben.